# Thomas Cromwell
Thomas Cromwell, I conde de Essex (Putney, Surrey, Inglaterra, circa 1485 - Tower Hill, Londres, Inglaterra, 28 de julio de 1540) fue un estadista y abogado inglés que sirvió al rey Enrique VIII de Inglaterra como secretario de Estado y ministro principal durante el periodo de 1532 a 1540, y que fue ejecutado por decapitación en la Torre de Londres por orden del rey. Es tío tatarabuelo por parte paterna del revolucionario inglés del siglo XVII Oliver Cromwell. 

## Biografía

### Primeros años
Cromwell nació aproximadamente en 1485 en el distrito de Putney, Surrey, al suroeste de Londres. Su padre, el terrateniente y comerciante de telas Walter Cromwell (c.1463-1510), ha sido descrito en distintos relatos ejerciendo varias actividades laborales, como batanero, herrero y cantinero debido a que poseía una posada, una cervecería y una herrería. Como empresario exitoso, Walter fue llamado regularmente para servir como jurado y fue elegido alguacil de Putney en 1495. Los detalles de los primeros años de vida de Cromwell son escasos. Tenía dos hermanas. A través de su hermana mayor, Katherine Cromwell (nacida hacia 1482), quien estaba casada con Morgan ap Williams, hijo de William ap Yevan de Gales y Joan Tudor, es tío tatarabuelo del líder de la Revolución inglesa, Oliver Cromwell. El hijo de Katherine y Morgan, Richard, estaba empleado al servicio de su tío y en el otoño de 1529 cambió su apellido a Cromwell.
Antes de 1512, Thomas Cromwell fue empleado por la poderosa familia florentina de mercaderes y banqueros apellidados Frescobaldi, para que se encargase de los negocios concernientes a la venta de telas en Syngsson Mart en la ciudad de Middelburg en los Países Bajos. Documentos de los archivos del Vaticano demuestran que fue agente del cardenal Reginal Bainbridge y que se ocupó de algunos asuntos eclesiásticos de Inglaterra, antes de la Rota Romana. Cromwell dominaba con fluidez latín, italiano y francés.
A partir de la muerte de Bainbridge en 1514, Cromwell decidió regresar en agosto de ese año a Inglaterra y fue contratado por el cardenal Thomas Wolsey, quien lo colocó a cargo de importantes asuntos y negocios eclesiásticos, a pesar de que era lego, no pertenecía a ninguna orden religiosa ni al clero. En 1512, Cromwell había contraído matrimonio con la hija de un fabricante de telas, llamada Elizabeth Wyckes (1489-1527); tuvieron un hijo, Gregory y dos hijas Anne y Grace, que murieron de "fiebre sudorosa" el mismo año que su madre.
Posteriormente, decidió estudiar Derecho, y con su graduación se convirtió en miembro del Parlamento inglés en 1523.
En 1524, obtuvo la posición de abogado de la corte de la honorable sociedad de Gray Inn. A finales de la década de 1520 ayudó a Wolsey a disolver treinta monasterios con el propósito de recaudar fondos para una escuela en Ipswich (ahora conocida como Ipswich School) y el Colegio de Cardenales en Oxford.  En 1529, Enrique VIII convocó un Parlamento (más tarde conocido como el Parlamento de Reforma) con el propósito de conseguir la anulación de su matrimonio con Catalina de Aragón. A finales de 1530  o principios de 1531, Cromwell fue designado como consejero real de los asuntos parlamentarios y para finales de 1531, era parte del círculo de confianza de Enrique VIII.

### Ministro principal del rey
En 1532, Cromwell se convirtió en ministro principal y secretario de Estado, sin ser ascendido a través de un cargo formal, sino que adquirió la posición ganando la confianza del rey.
Cromwell tuvo un papel importante en la Reforma en Inglaterra. Las sesiones parlamentarias de 1529-1531 fracasaron en anular el matrimonio de Enrique VIII. Sin embargo, durante su primera sesión como primer ministro, en 1532, se logró establecer diversas modificaciones en las leyes inglesas. En esta asamblea se suprimieron los recursos claves del Óbolo de San Pedro (o renta papal), y se transfirió la legislación eclesiástica al rey.
En la sesión parlamentaria de 1533 surgió una de las leyes fundamentales de la reforma inglesa, el estatuto de restricción de apelaciones, que prohibía las apelaciones a Roma, permitiendo el divorcio en Inglaterra sin la necesidad del permiso del papa. Cromwell escribió un preámbulo sobre el estatuto de restricción de apelaciones, en el cual utilizó la palabra «Imperio» para referirse a Inglaterra, dándole un sentido especial. Anteriores monarcas ingleses habían declarado ser emperadores porque habían gobernado más de un reino, pero en esta acta tenía un significado distinto. En él se declaraba al reino de Inglaterra como un Imperio en sí mismo, libre de la «autoridad de cualquier soberano extranjero». Esto significaba que Inglaterra era desde ese momento una nación libre de la jurisdicción del papa.
Cromwell fue el más eminente de entre los que sugirieron a Enrique VIII convertirse en la cabeza suprema de la Iglesia inglesa, y para lograr este propósito se instituyó el Acta de Supremacía en la reunión parlamentaria de 1534. En 1535 fue nombrado por Enrique VIII como «Vicegerente de Asuntos Espirituales», permitiéndole ser juez supremo en casos eclesiásticos. Mediante este cargo obtuvo poder sobre las dos provincias de la Iglesia inglesa, Canterbury y York, ejerciendo como una institución unificada. Además, como vicario general en el reinado de Enrique VIII presidió el asunto sobre la disolución de los monasterios, que inició con sus inspecciones a monasterios y abadías, anunciadas en 1535 y llevadas a cabo durante el invierno de 1536. Además, fue ennoblecido con el título de barón de Cromwell, el 9 de julio de 1536, y con el título de conde de Essex, el 18 de abril de 1540. También fue el autor de las Actas de leyes de Gales de 1535-1542, que unificaron Inglaterra y Gales.
También se convirtió en protector de un grupo de intelectuales del movimiento humanista, por medio de los cuales aprovechó para promover la reforma inglesa a través del uso de la imprenta. Entre estos humanistas se encontraban Thomas Gibson, William Marshall, Richard Morrison, John Rastell, Thomas Starkey, Richard Taverner y John Uvedale. Cromwell encargó a Marshall traducir e imprimir la obra Defensor pacis (Defensor de la paz) de Marsilio de Padua, pagándole 20 £.
Cuando Erasmo de Róterdam estaba intentando retribuir sus retrasos en su pensión por habitar en Aldington, en Kent, el titular rehusó con la excusa de que su predecesor había prometido pagar su deuda. Cromwell envió a Erasmo veinte ángeles y Thomas Bedyll, quien era amigo de Cromwell, informó a Erasmo que Cromwell «Él te favorece a ti excepcionalmente y en todo lugar ha demostrado ser un ferviente amigo de tu nombre».

## Derrocamiento
Cromwell había apoyado a Enrique VIII para que se desposase con Ana Bolena, y luego a que reemplazase a esta con Juana Seymour. Durante sus años como canciller, Cromwell se había ganado muchos enemigos poderosos, especialmente debido a la desmesurada generosidad que se demostró a sí mismo cuando dividió los objetos provenientes de la disolución de los monasterios.
Su caída fue causada por la prisa con la que había impulsado a Enrique VIII para que contrajera nupcias después de la muerte prematura de Juana. El matrimonio con Ana de Cléveris era una alianza política que Cromwell confiaba serviría para reavivar la Reforma. Sin embargo fue un desastre, que dio a los oponentes de Cromwell, entre ellos Thomas Howard, III duque de Norfolk, la oportunidad necesaria para acelerar su caída. Durante una reunión del Consejo el 10 de junio de 1540, Cromwell fue arrestado y encarcelado en la Torre de Londres, sometido al Acta de proscripción, y se le mantuvo con vida hasta que Enrique VIII pudiera anular su matrimonio con Ana.
El 28 de julio de 1540 fue ejecutado en privado en la Torre de Londres, en Tower Hill. Se ha rumoreado que Enrique VIII eligió a un verdugo inexperto («el adolescente realizó tres intentos para decapitar a Cromwell hasta que lo logró»). Después de la ejecución, la cabeza fue hervida y luego colocada la calavera en el Puente de Londres, con la mirada en dirección contraria a la ciudad. Edward Hall, un cronista de la época, escribió que Cromwell hizo un discurso en el patíbulo en el que manifestaba, entre otras cosas: «Yo muero en la fe tradicional» (Iglesia católica) y tras lo cual, según relata Hall, «sufrió pacientemente el golpe del hacha de un verdugo andrajoso que realizó el oficio pésimamente».

## Representaciones cinematográficas
| Año  | Película/Serie                        | Director        | Actor            |
| ---- | ------------------------------------- | --------------- | ---------------- |
| 1933 | La vida privada de Enrique VIII       | Alexander Korda | Franklin Dyall   |
| 1966 | A Man for All Seasons                 | Fred Zinnemann  | Leo McKern       |
| 1972 | Las seis esposas de Enrique VIII (TV) | Waris Hussein   | Donald Pleasence |
| 1969 | Ana de los mil días                   | Charles Jarrott | John Colicos     |
| 2007 | Los Tudor (TV)                        | Michael Hirts   | James Frain      |
| 2008 | Las hermanas Bolena                   | Justin Chadwick | Iain Mitchell    |
| 2015 | En la corte del lobo (TV)             | Peter Kosminsky | Mark Rylance     |